# Winner Win!
Winner Win! é um single de Hironobu Kageyama e Nana Kageyama. Foi lançado em 21 de junho de 2023 pela Lantis e possui quatro faixas.

## Produção
A faixa-título foi produzida para o anime Duel Masters WIN: Duel Wars, servindo como sua abertura.
Um card do anime foi incluso nas primeiras edições do CD.
O próprio Kageyama ficou encarregado da composição da faixa-título, tendo participação da compositora Shiho Terada, com quem já trabalhou inúmeras vezes com sua banda, o JAM Project. Para o lado B, ele também repete a parceria com sua filha, Nana Kageyama, com quem já havia trabalhado no álbum Hangeki no Ouchi Rock e nos singles "Sora no Kanata e"; e "STARRAIL ~Odore Kaitakusya~".

## Faixas
| N.º            | Título                                                 | Letras         | Música         | Arranjo        | Duração |  |
| 1.             | "Winner Win!" (voz: H. Kageyama)                       | H. Kageyama    | H. Kageyama    | Shiho Terada   | 4:08    |  |
| 2.             | "Kick off the Dream!" (voz: H. Kageyama e N. Kageyama) | H. Kageyama    | Nana Kageyama  | N. Kageyama    | 3:37    |  |
| 3.             | "Winner Win! (off vocal)"                              | instrumental   | H. Kageyama    | S. Terada      | 4:09    |  |
| 4.             | "Kick off the Dream! (off vocal)"                      | instrumental   | N. Kageyama    | N. Kageyama    | 3:37    |  |
| Duração total: | Duração total:                                         | Duração total: | Duração total: | Duração total: | 15:33   |  |